# Gottlob Schicht
Gottlob Schicht, född i Zittau i Sachsen 1758, död i Köpenhamn 1821, var en tysk fagottist och cellist. Schicht anställdes i Hovkapellet i Dresden i oktober 1785 tillsammans med sju andra tyska musiker som även ingick i Gustav IIIs privata harmonimusikkår. Redan efter ett år flyttade han dock till Köpenhamn där han var engagerad som fagottist och cellist till 1816.